# Jan Steen
Jan Havickszoon Steen (Leiden, c. 1626 – 3 de fevereiro de 1679) foi um pintor neerlandês do século XVII. Percepção psicológica, senso de humor e abundância de cores foram marcas dos seus trabalhos.

## Biografia
Steen nasceu numa família católica rica, que, por várias gerações, administrava uma taverna em Leiden. 
Assim como seu contemporâneo mais famoso, Rembrandt van Rijn (1606–1669), Jan Steen formou-se na escola de latim da cidade natal. Recebeu suas lições de pintura do mestre alemão Nicolaes Knupfer (1603–1660), pintor de cenas históricas e figurativas de Utrecht. A influência de Knupfer pode ser vista no uso que o artista fez da composição e das cores. Outra fonte de influência do pintor foi Adriaen van Ostade (1610–1685), especializado em retratar cenas bucólicas, que vivera em Haarlem. Se Steen estudou em Ostade, é algo que não se sabe, na atualidade.
Em 1648, juntou-se aos pintores da Guilda de São Lucas, uma guilda de pintores de Leiden, mas após ter se tornado um ajudante do pintor Jan van Goyen (1596–1656), conhecido por suas paisagens, mudou-se para viver em Haia. 
Em 3 de outubro de 1649, casou-se com Margriet, filha do mestre van Goyen, com quem teve oito filhos. Trabalhou com o sogro até 1654, quando mudou-se para Delft, onde abriu uma cervejaria chamada De Roscam ("O pente"), sem obter muito sucesso. Viveu depois em Warmond de 1656 a 1660 e em Haarlen deste ano até 1670, período que lhe foi especialmente produtivo. Em 1670, após a morte de sua esposa no ano anterior e de seu pai neste ano, retornou para Leiden, onde ficou até o fim de sua vida. Casou-se novamente em abril de 1573 com Maria van Egmont, com quem teve mais um filho. Em 1674, foi escolhido presidente da Guilda de São Lucas. 
Foi sepultado no jazigo familiar em Pieterskerk.

## Obras
A vida cotidiana foi um dos principais temas de Steen. Muitas das cenas que retratou eram tão animadas que pareciam caóticas. Em alguns casos, parece sugerir ao espectador que adote uma vida lúdica, embora também moralizante. Muitas de suas obras retratam provérbios e histórias neerlandesas. Usou membros de sua família como modelos e a si próprio em vários autorretratos, onde não demonstra possuir nenhuma vaidade. O mais relevante é o Autorretrato com alaúde, pertencente hoje ao Museu Thyssen-Bornemisza de Madrid e que ilustra o verbete.

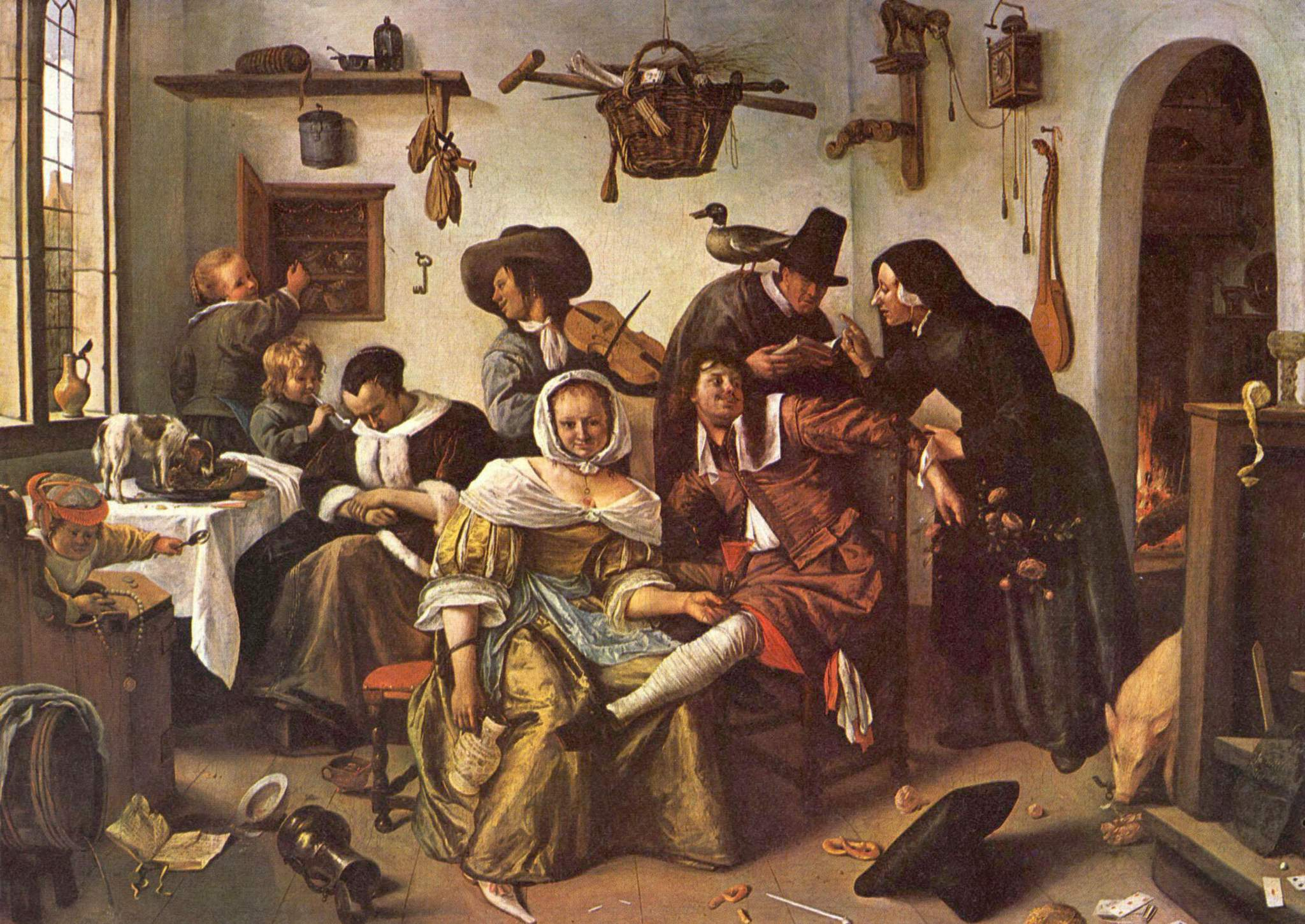
Na luxúria, preste atenção

Steen não se restringiu a estes gêneros: pintou ainda cenas históricas, mitológicas e religiosas, naturezas mortas e paisagens.

O pintor não teve nenhum discípulo, mas seu trabalho foi fonte de inspiração para muitos outros artistas que o sucederam.

Trabalhos selecionados
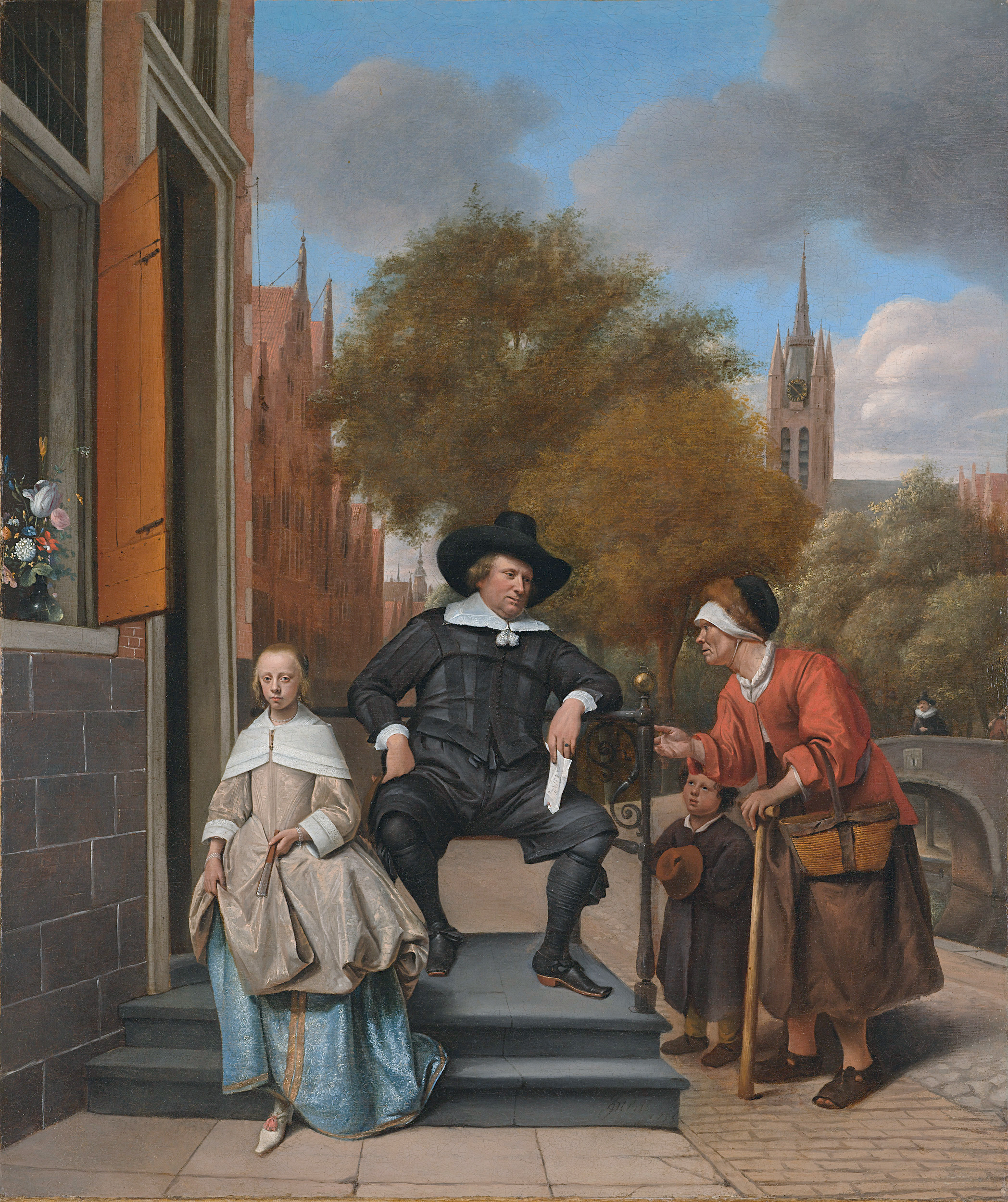
Um burgomestre de Delft e sua filha, 1654
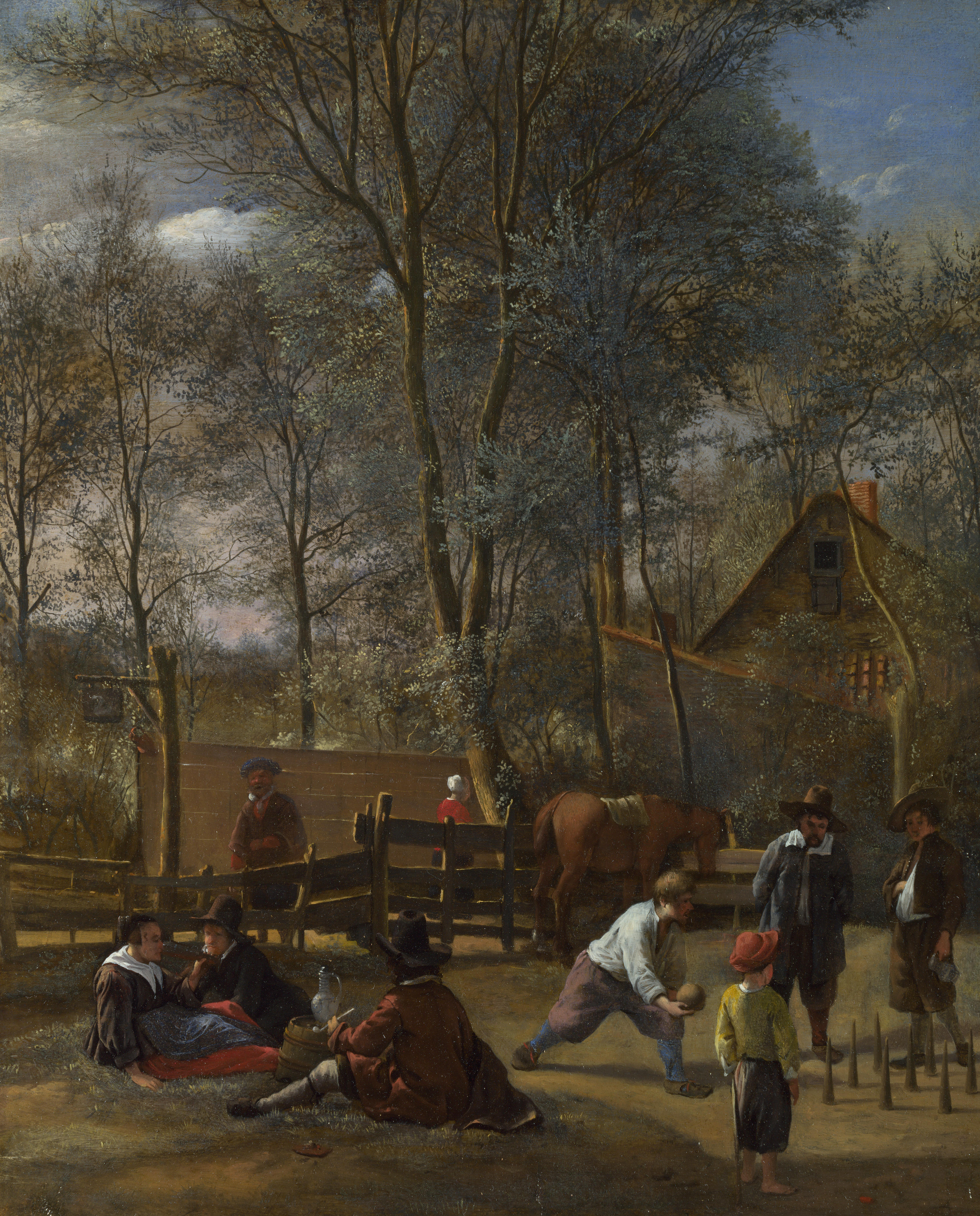
Jogadores de Skittles fora de uma pousada, 1660
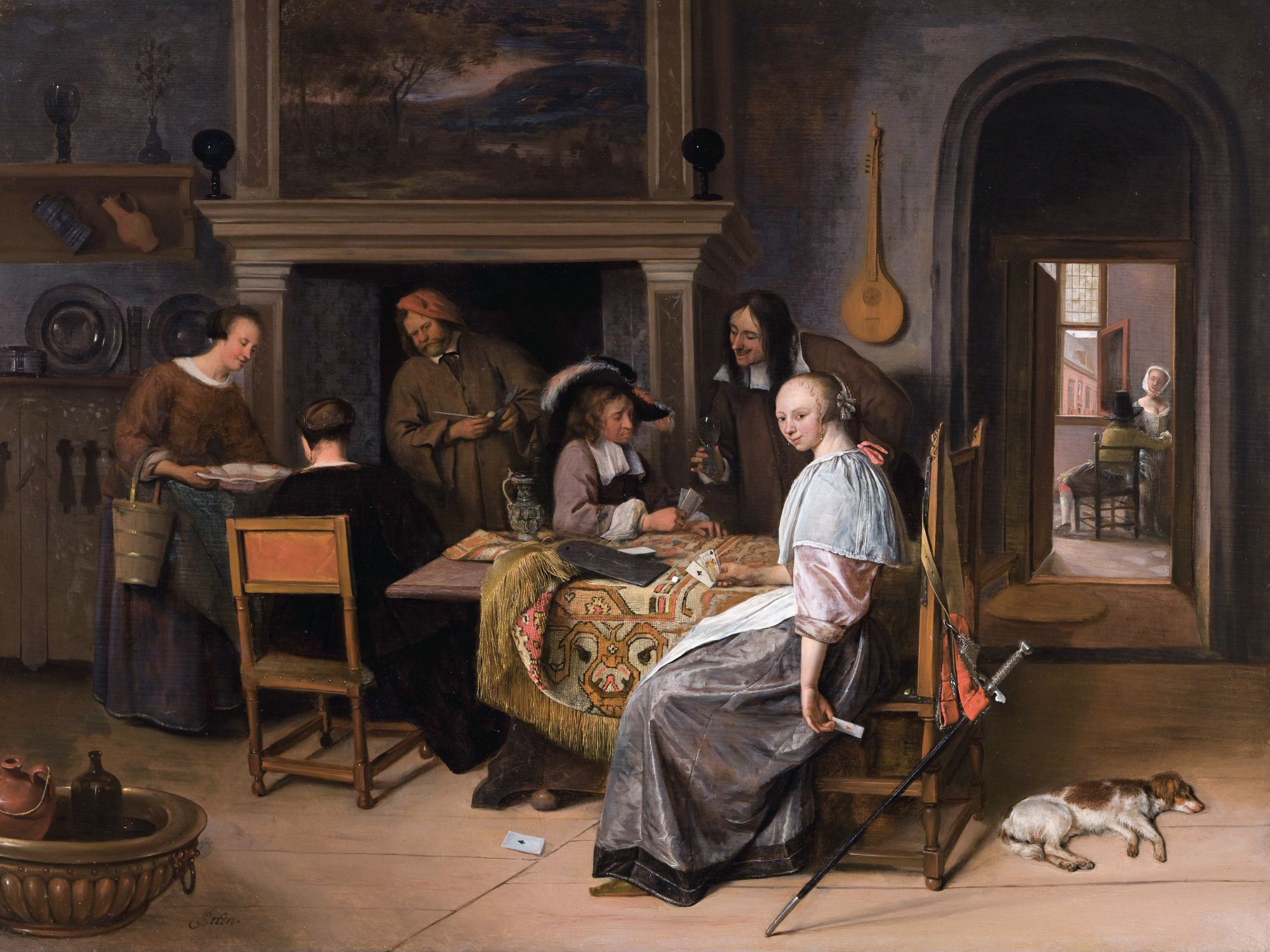
Os jogadores de cartas em um interior, c. 1660
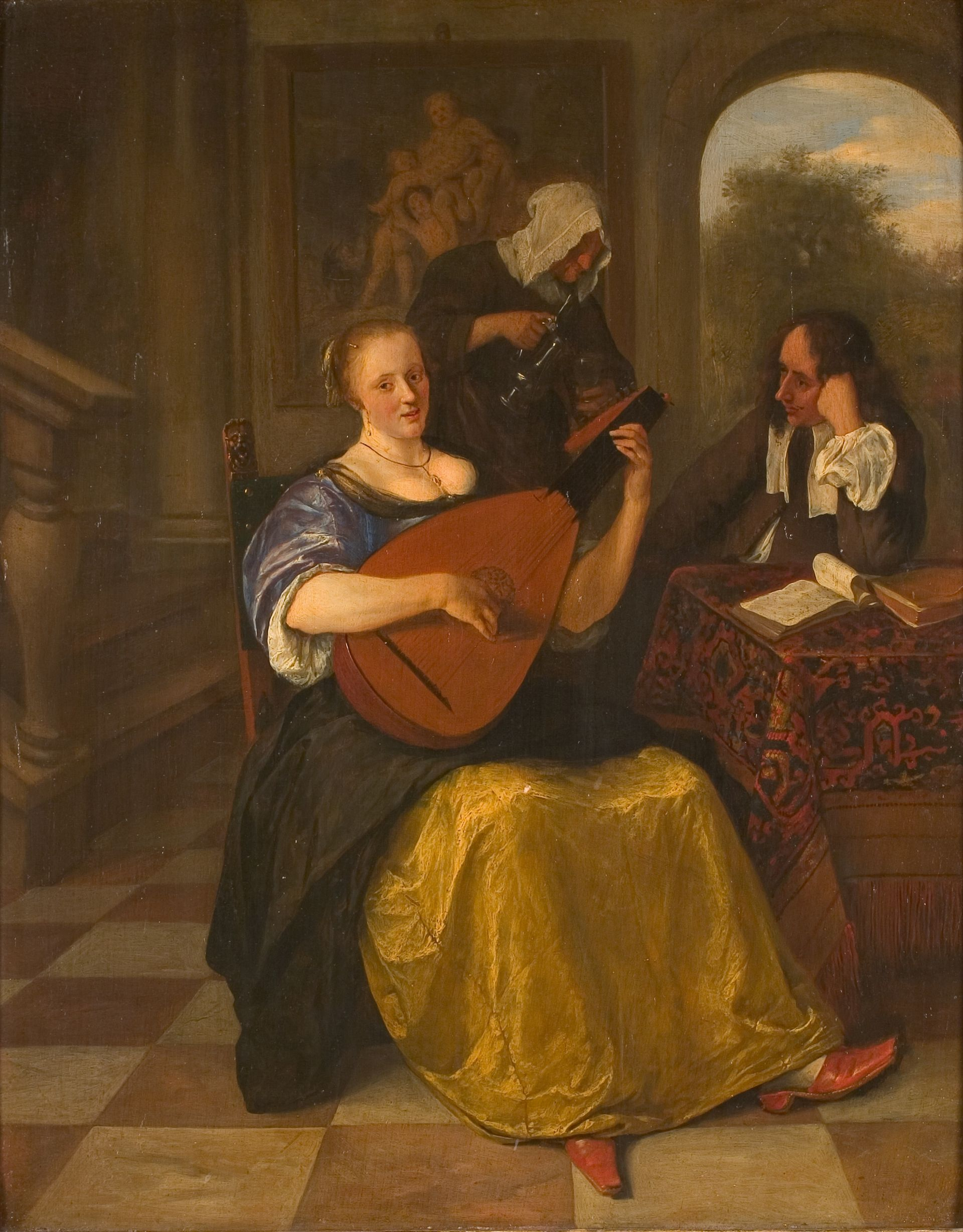
O tocador de alaúde
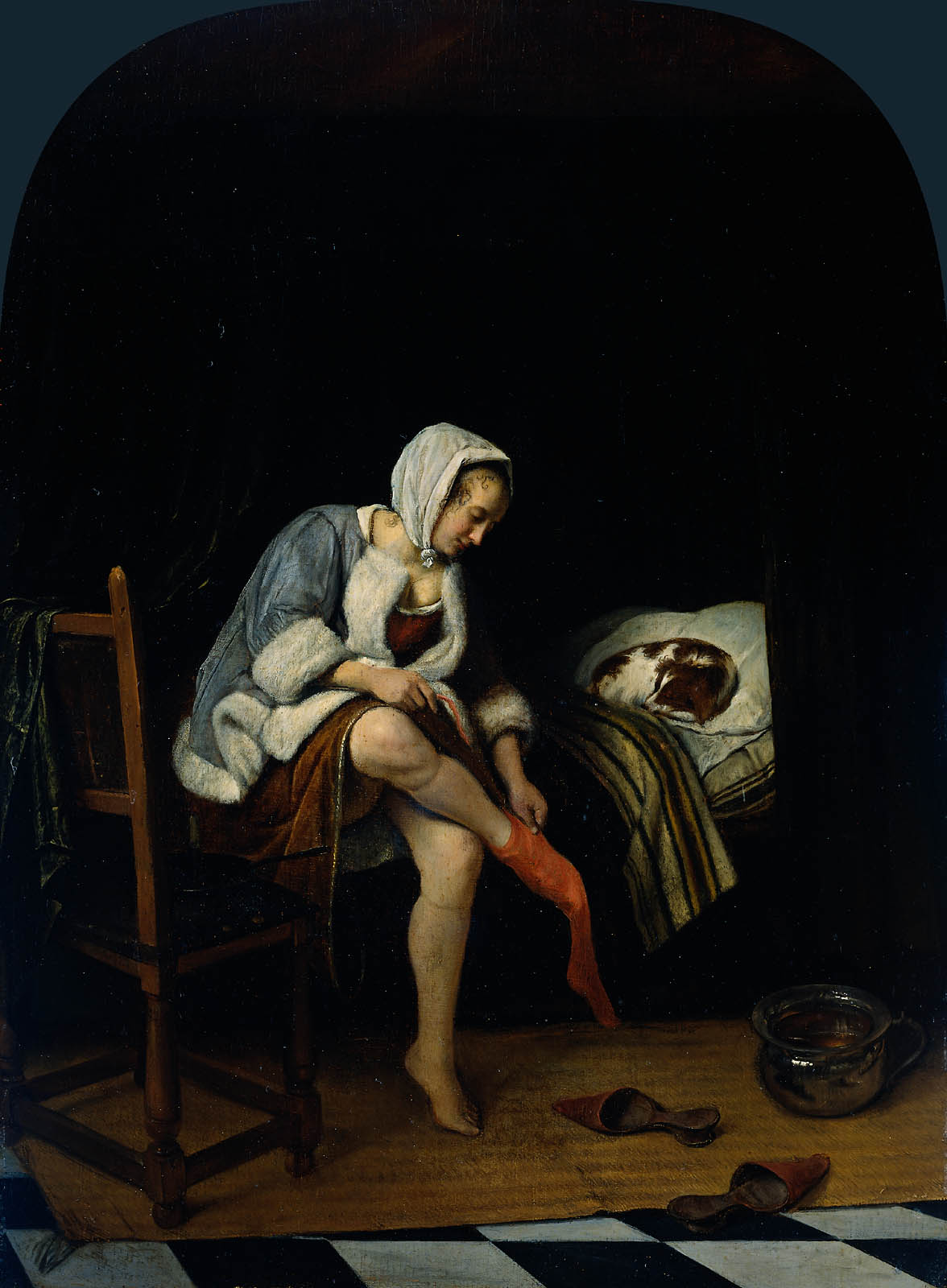
La Toilette, 1659–1660, Rijkmuseum
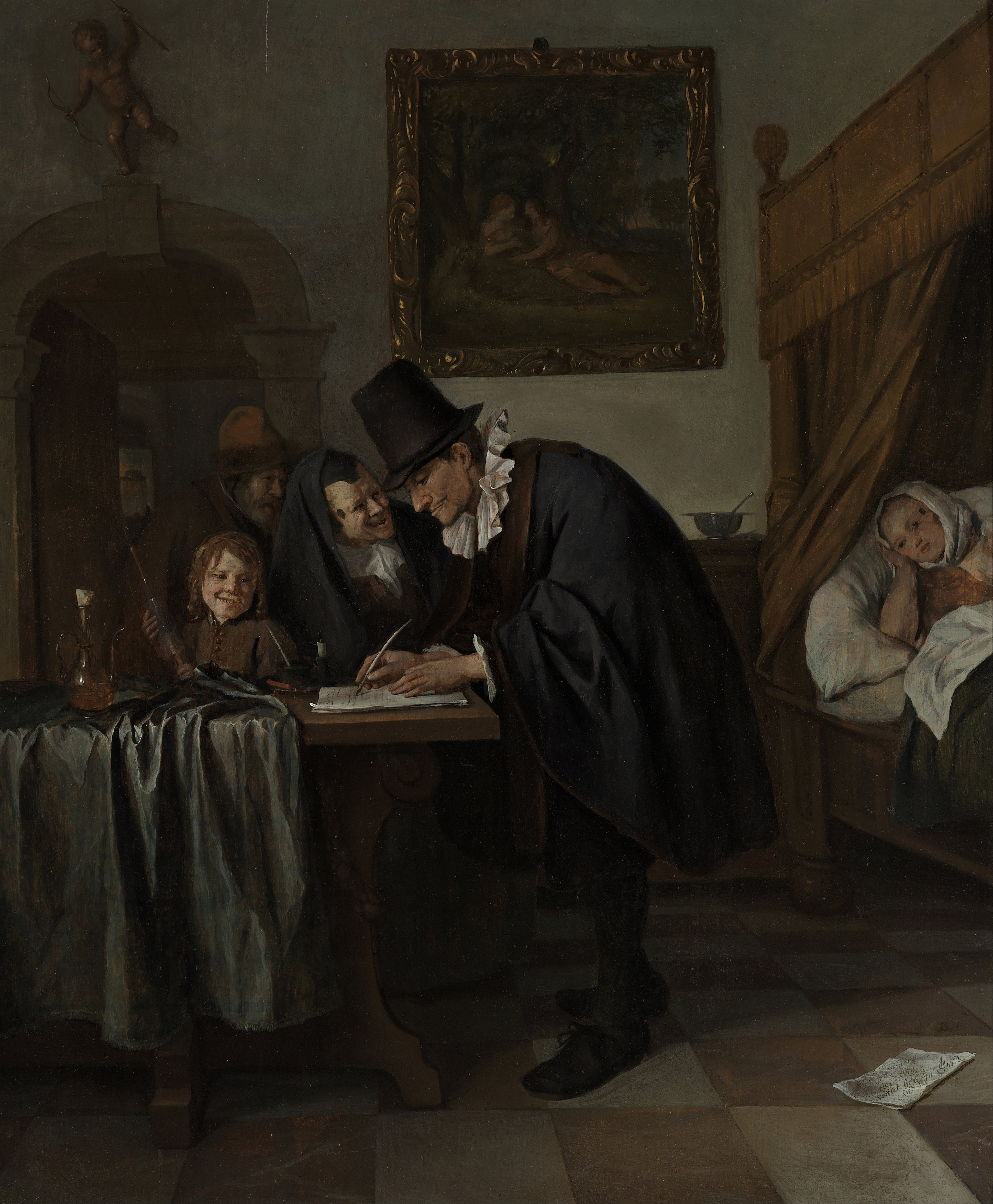
A visita do médico c. 1665
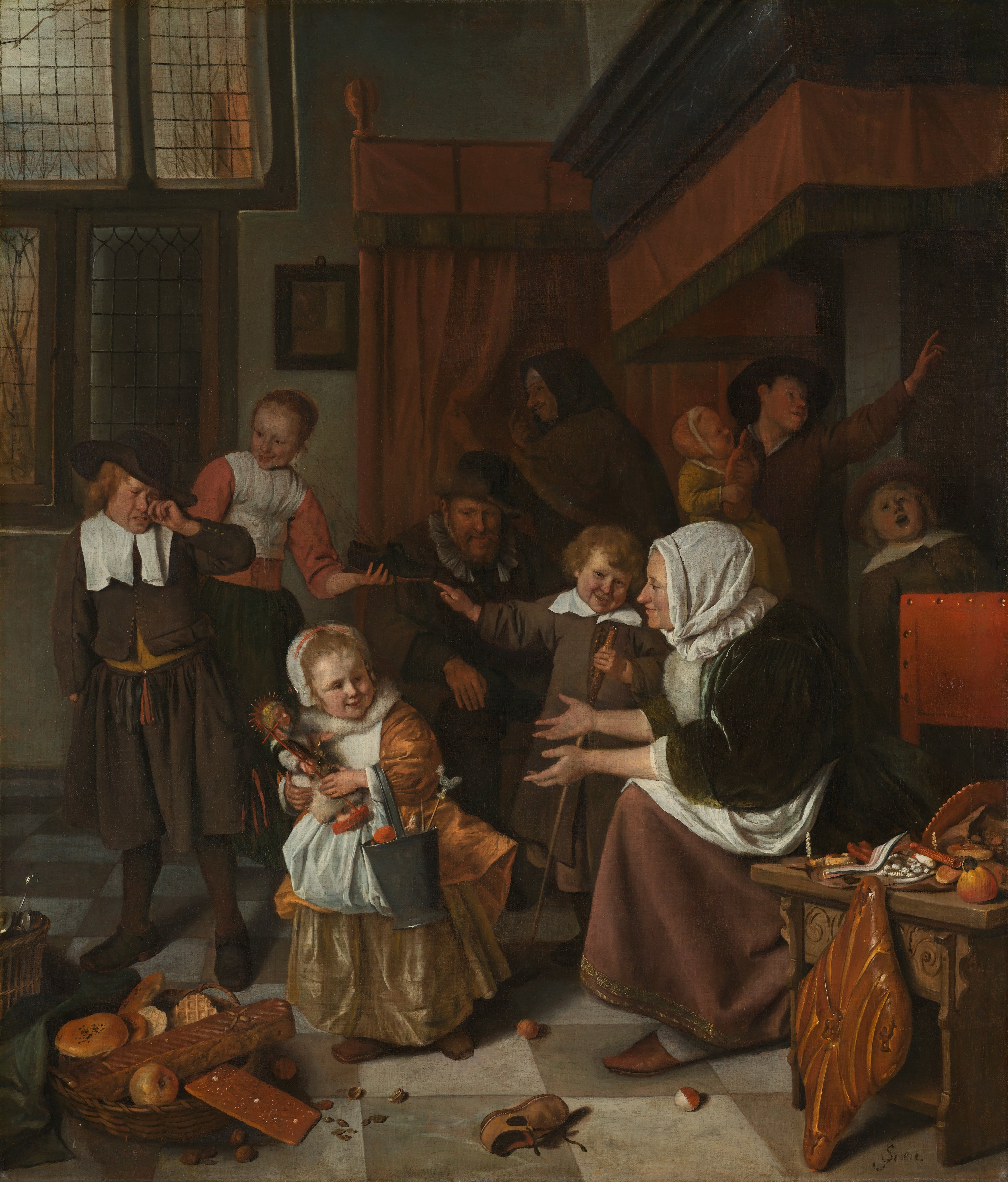
A Festa de São Nicolau, c. 1665–1668
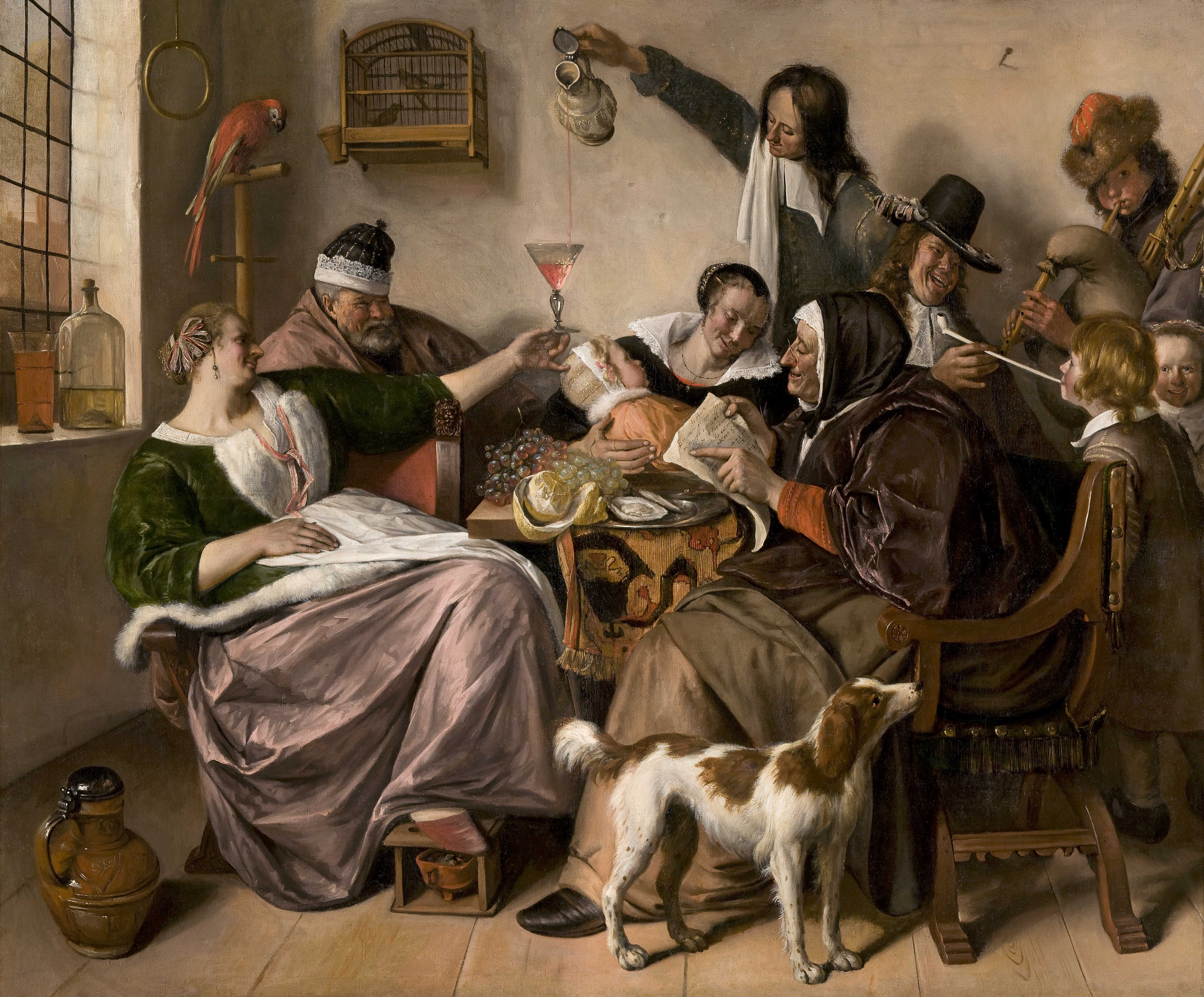
Do jeito que você ouve, por volta de 1665
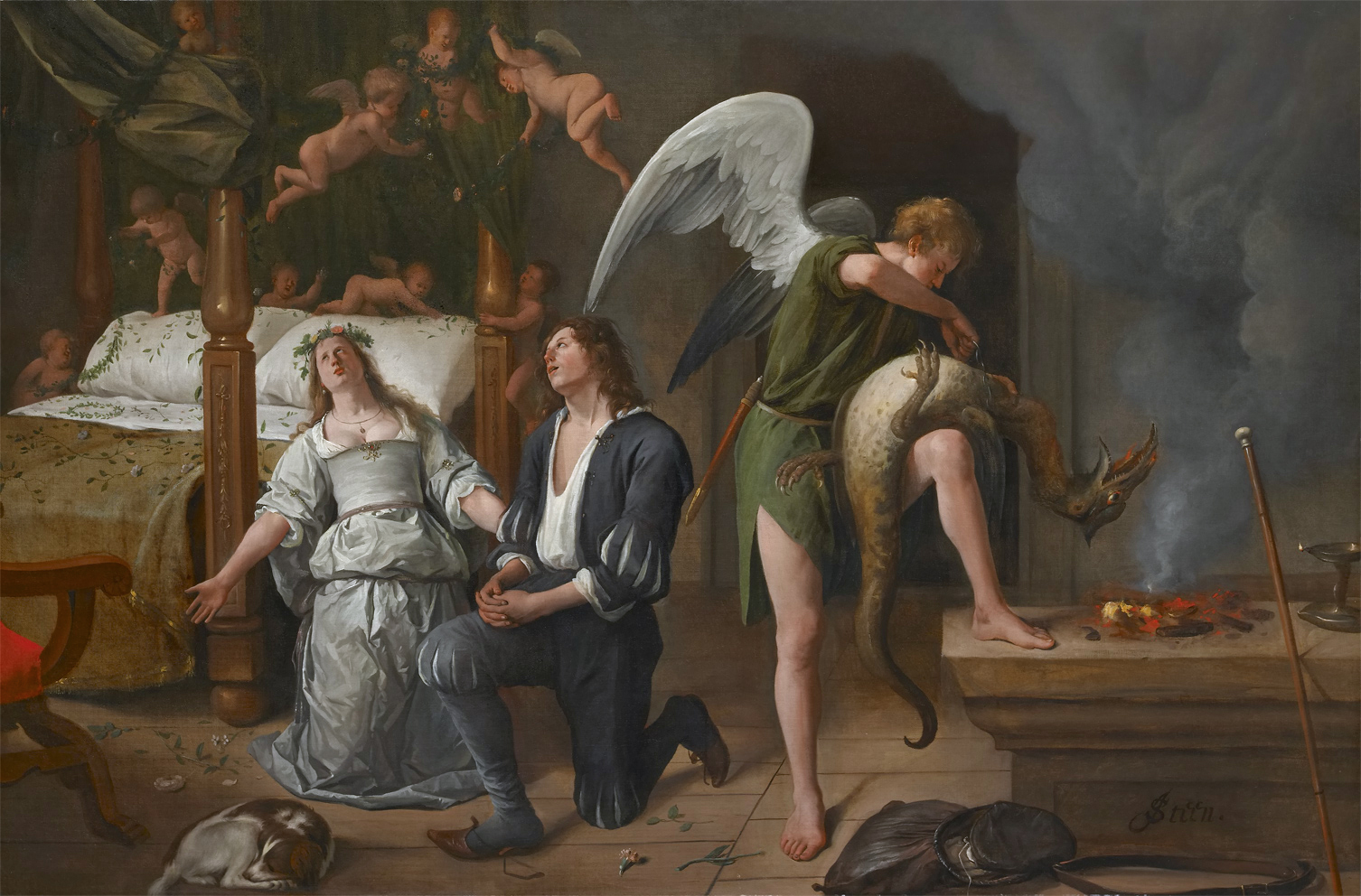
Casamento de Tobias e Sarah, por volta de 1660